# Mon idole
Pour plus de détails, voir Fiche technique et Distribution.
Mon idole est un film français réalisé par Guillaume Canet, sorti en 2002.

## Synopsis
Bastien, un jeune homme de 28 ans, est chauffeur de salle pour une émission télévisée à succès intitulée Envoyez les mouchoirs. Il est également l'assistant de Philippe Letzger, un animateur vedette quelque peu arrogant, et son souffre-douleur. Cette situation lui permet tout de même d'approcher son idole, un producteur de génie s'appelant Jean-Louis Broustal.
Un jour, ce dernier l'invite à passer un week-end à la campagne afin de travailler sur un nouveau concept d'émission que Bastien a imaginé : La Preuve en images. Celui-ci accepte sa proposition et fait la connaissance de sa charmante épouse, Clara. Le jeune homme ambitieux ne va pas tarder à découvrir la face cachée de son employeur et ses véritables intentions.

## Fiche technique
- Titre : Mon idole
- Réalisation : Guillaume Canet
- Scénario : Guillaume Canet et Philippe Lefebvre
- Musique : Sinclair
- Photographie : Christophe Offenstein
- Montage : Stratos Gabrielidis
- Décors : Alain Veyssier
- Costumes : Fabienne Katany
- Société de production : Fidélité Productions, M6 Films, EuropaCorp, Studio 37
- Production : Alain Attal
- Producteur associé : Guillaume Canet
- Budget : 3,73 millions d'euros
- Pays de production :  France
- Format : couleurs - 2,35:1 - Dolby Digital - 35 mm
- Genre : comédie dramatique
- Durée : 110 minutes
- Dates de sortie :
  - France : 17 décembre 2002
  - Belgique : 1er janvier 2003

## Distribution
- François Berléand : Jean-Louis Broustal
- Guillaume Canet : Bastien
- Diane Kruger : Clara Broustal
- Philippe Lefebvre : Philippe Letzger
- Daniel Prévost : Monsieur Balibot
- Clotilde Courau : Fabienne
- Jacqueline Jehanneuf : Maryvonne
- Gilles Lellouche : Daniel Benard
- Jean-Paul Rouve : Patrick
- Andrée Damant : Micheline
- Anne Marivin : L'assistante
- Alexandra Mercouroff : La secrétaire de Broustal
- Pascal Leguennec : Le jardinier
- Vincent Darré : Le fils du jardinier
- Laurent Lafitte : Fabrice
- Pierre Jolivet : Bertrand Vigneau

## Distinctions
- César 2003 :
  - Nomination au César du meilleur acteur pour François Berléand ;
  - Nomination au César du meilleur premier film pour Guillaume Canet.
- Prix du cinéma européen 2003 :
  - Nomination à la Découverte européenne de l'année pour Guillaume Canet.